# Euryglossina
Euryglossina är ett släkte av bin. Euryglossina ingår i familjen korttungebin.

## Bildgalleri

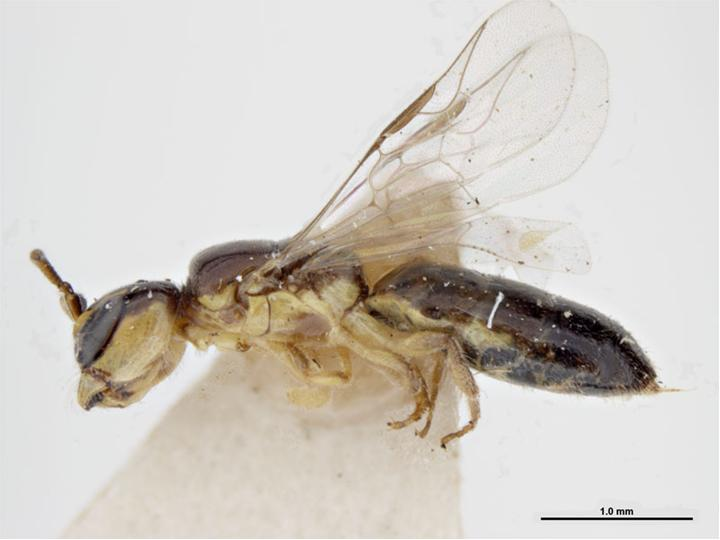
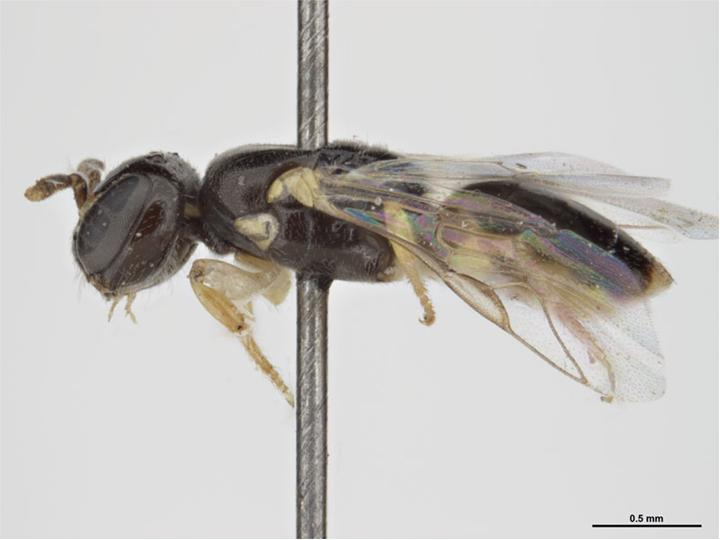
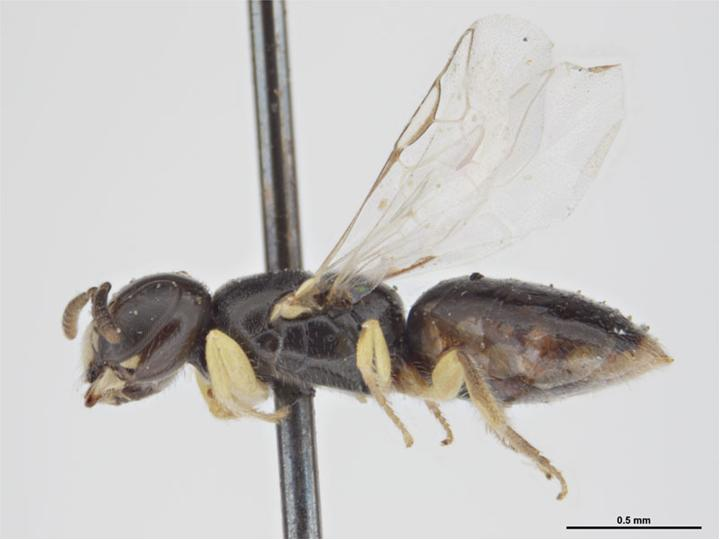
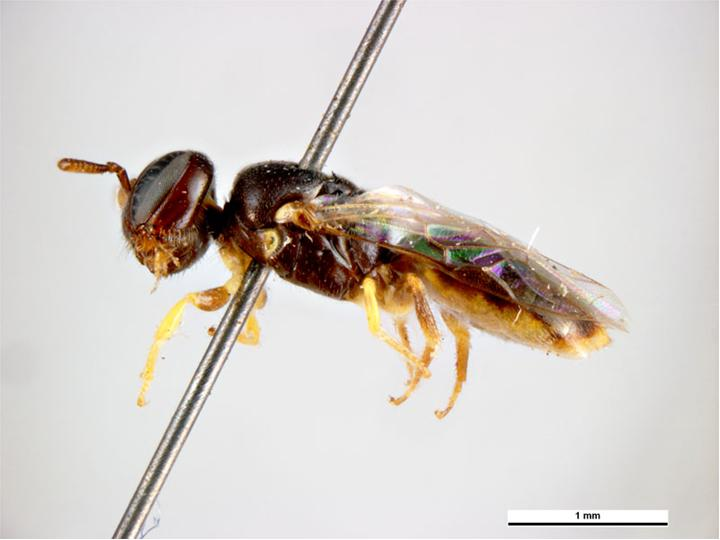
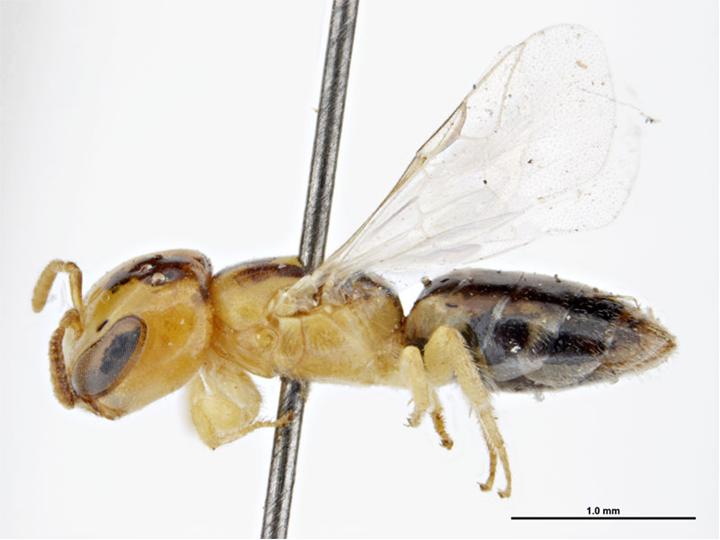
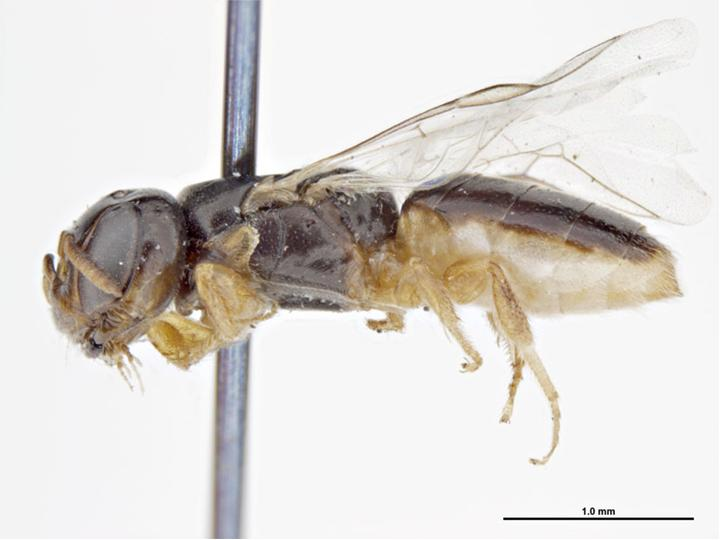

## Dottertaxa tillEuryglossina, i alfabetisk ordning[1]
- Euryglossina angulifacies
- Euryglossina argocephala
- Euryglossina atomaria
- Euryglossina atra
- Euryglossina aurantia
- Euryglossina bowenensis
- Euryglossina cardaleae
- Euryglossina clypearis
- Euryglossina cockerelli
- Euryglossina cornuta
- Euryglossina crococephala
- Euryglossina darwiniensis
- Euryglossina doddi
- Euryglossina douglasi
- Euryglossina flaviventris
- Euryglossina flavolateralis
- Euryglossina fuscescens
- Euryglossina gigantica
- Euryglossina gigantocephala
- Euryglossina gilberti
- Euryglossina glauerti
- Euryglossina glenmorganensis
- Euryglossina globuliceps
- Euryglossina gracilis
- Euryglossina grandigena
- Euryglossina haemodonta
- Euryglossina healesvillensis
- Euryglossina hypochroma
- Euryglossina incompleta
- Euryglossina intermedia
- Euryglossina kellyi
- Euryglossina leucognatha
- Euryglossina leyburnensis
- Euryglossina lobiocula
- Euryglossina lynettae
- Euryglossina macrostoma
- Euryglossina megalocephala
- Euryglossina melanocephala
- Euryglossina melanognatha
- Euryglossina mellea
- Euryglossina micheneri
- Euryglossina minima
- Euryglossina moonbiensis
- Euryglossina mutica
- Euryglossina narifera
- Euryglossina neominima
- Euryglossina nigra
- Euryglossina nothula
- Euryglossina oenpelli
- Euryglossina perkinsi
- Euryglossina perpusilla
- Euryglossina philoxantha
- Euryglossina polita
- Euryglossina proctotrypoides
- Euryglossina proserpinensis
- Euryglossina pseudoatomaria
- Euryglossina psilosoma
- Euryglossina pulcherrima
- Euryglossina pulchra
- Euryglossina scapata
- Euryglossina semipurpurea
- Euryglossina storeyi
- Euryglossina stygica
- Euryglossina subnothula
- Euryglossina sulcata
- Euryglossina townsvillensis
- Euryglossina tuberculata
- Euryglossina walkeri
- Euryglossina weiri
- Euryglossina xanthocephala
- Euryglossina xanthogena